# Kurşunlu Han
Il Kursunlu Han è un edificio storico situato nel quartiere Altındağ di Ankara, vicino al castello di Ankara. Sebbene non ci sia alcuna targa, si pensa che sia stato costruito nel 1471 dal greco Mehmed Pasha, uno dei principali visir di Maometto II. Si crede che sia stato costruito nello stesso periodo del Mahmut Pasha Bedesten in quanto mostra le stesse caratteristiche architettoniche. Durante il restauro del 1946, il ritrovamento di alcune monete del periodo di Murad II, ha evidenziato che l'edificio esisteva già nella prima metà del XV secolo.
Come si può facilmente intuire, l'edificio ha preso il nome dalle lastre di piombo che coprivano il tetto. Attraversò un periodo molto intenso nel primo secolo dalla costruzione e divenne uno dei centri commerciali di Ankara. Il sof, un tipo di tessuto ottenuto dalla lana della capra d'Angora, era uno dei prodotti più venduti in città. Il Kurşunlu Han, era il luogo con i prezzi di affitto più alti ad Ankara in quegli anni. L'affitto di un negozio a Tuz Hani era di 1.800 lire, mentre a Çengel Han era di 28.000 e a Kurşunlu Han costava fino a 41.500 lire.

## Storia
Fu abbandonato dopo l'incendio del 1881 e rimase inattivo fino alla costituzione della Repubblica. Il Museo delle civiltà anatoliche, inaugurato nel 1921, è stato il primo museo di Ankara e della Repubblica. Quando la sua sede fu troppo piccola per ospitare le cresciute collezioni si pensò che Kurşunlu Han e Mahmut Pasha Bedesten, che non erano stati utilizzati dall'incendio, fossero adatti come sede museale e pertanto vi fu trasferito il museo dopo una ristrutturazione degli edifici. Nel periodo 1938-1968, fu eseguito un restauro completo e successivamente vi venne trasferito il museo. Il progetto di ristrutturazione dell'edificio è stato realizzato dall'architetto Salim Ülgen. Kurşunlu Han è attualmente utilizzato come edificio amministrativo del Museo delle civiltà anatoliche.

## Architettura
Kursunlu Han è un edificio in muratura a due piani a pianta rettangolare. Per la sua costruzione venne usata pietra proveniente da macerie. Nella facciata principale sul cortile e nel portico sono presenti mattoni a faccia vista. Su entrambi i piani della locanda, sono presenti sette archi a tutto sesto in mattoni ad ovest e sud, e sei per lato, circondati da portici nelle parti rivolte verso il cortile. Approfittando della pendenza del terreno, venne aggiunto un piano seminterrato a L per fungere da fienile, magazzino e deposito delle carrozze.
C'erano undici negozi sui lati nord e sud e nove sui lati est e ovest, con 4 negozi, uno di fronte all'altro, situati all'ingresso a iwan. C'erano 28 camere al piano terra e 30 al primo piano. Ogni stanza ha una stufa e le stanze sono aperte sul portico con una porta e una finestra. Inoltre, ci sono due piccoli negozi uno di fronte all'altro all'interno dell'ingresso principale.
Il Kurşunlu Han ha subito alcune modifiche durante le ristrutturazioni a cui è stato sottoposto. I portici al piano terra e primo piano sono stati rivestiti in vetro, ed è stato ottenuto un piccolo ripostiglio scolpendo un po' di più la parte occidentale della corte centrale. Sono state rimosse le pareti divisorie di alcune stanze ottenendo uno spazio più ampio e dei passaggi. Oggi, mentre le stanze al piano terra contengono sezioni come magazzini, cucine, mense e laboratori, al piano superiore si trovano l'amministrazione, l'archivio, la sala conferenze e la biblioteca.